# 全带织纹螺
全带织纹螺（学名：Nassarius dominulus），是新腹足目织纹螺科织纹螺属的一种。主要分布于中国大陆，常栖息在潮下带。